# Deutsche Fechtmeisterschaften 1937
Bei den Deutschen Fechtmeisterschaften 1937 wurden Wettbewerbe im Herrenflorett, Herrendegen und Herrensäbel ausgetragen, bei den Damen gab es nur einen Wettbewerb im Florett. Die Einzelmeisterschaften fanden in Hamburg statt, die Mannschaftsmeisterschaften in Stuttgart. Erstmals gab es auch eine Mannschaftsmeisterschaft im Damenflorett. Die Meisterschaften wurden vom Deutschen Fechter-Bund organisiert. Im Jahr zuvor fanden die Deutschen Fechtmeisterschaften nicht statt.

## Herren

### Florett (Einzel)
| Platz | Sportler          | Verein               |
| ----- | ----------------- | -------------------- |
| 1     | August Heim       | TV Offenbach         |
| 2     | Julius Eisenecker | Hermannia Frankfurt  |
| 3     | Siegfried Lerdon  | SpVgg Allianz Berlin |

### Florett (Mannschaft)
| Platz | Verein              | Sportler                                                                                        |
| ----- | ------------------- | ----------------------------------------------------------------------------------------------- |
| 1     | Hermannia Frankfurt | Fritz Becker Erwin Casmir Julius Eisenecker Adolf Jewarowski Siegfried Lerdon Stefan Rosenbauer |
| 2     | SG SS Berlin        | Hermann Hainke Hettmer Otto Körner Richard Liebscher                                            |
| 3     | TV Offenbach        | August Heim Hermann Schäfer Oscar Storck Julius Thomson Willhelm Zaiß                           |

### Degen (Einzel)
| Platz | Sportler         | Verein               |
| ----- | ---------------- | -------------------- |
| 1     | Josef Uhlmann    | TV Ulm               |
| 2     | Kretschmann      | SG SS Berlin         |
| 3     | Siegfried Lerdon | SpVgg Allianz Berlin |

### Degen (Mannschaft)
| Platz | Verein              | Sportler                                                                                      |
| ----- | ------------------- | --------------------------------------------------------------------------------------------- |
| 1     | Hermannia Frankfurt | Erwin Casmir Julius Eisenecker Adolf Jewarowski Hans Krebs Siegfried Lerdon Stefan Rosenbauer |
| 2     | SG SS Berlin        | Bramfeldt Hildebrandt Alfred Kretschmann Erwin Kroggel Konrad Miersch Schröder                |
| 3     | Wehrmacht Heer      | Ulrich Dinkelacker Garvs Heinz Hax Hermann Lemp                                               |

### Säbel (Einzel)
| Platz | Sportler          | Verein              |
| ----- | ----------------- | ------------------- |
| 1     | Julius Eisenecker | Hermannia Frankfurt |
| 2     | August Heim       | TV Offenbach        |
| 3     | Hans Esser        | DFC Düsseldorf      |

### Säbel (Mannschaft)
| Platz | Verein              | Sportler                                                                                      |
| ----- | ------------------- | --------------------------------------------------------------------------------------------- |
| 1     | Hermannia Frankfurt | Albert Bauer Erwin Casmir Julius Eisenecker Hans-Georg Jörger Ernst Körbitz Stefan Rosenbauer |
| 2     | DFC Hannover        | Herbert von Bauer Willy Fascher Paul Hirschring Hans Kranefuß Adolf Möhle Kurt Mues           |
| 3     | SG SS Berlin        | Hermann Hainke Hettmer Reinhard Heydrich Körner Richard Liebscher Siegfried Rossner           |

## Damen

### Florett (Einzel)
| Platz | Sportler            | Verein                 |
| ----- | ------------------- | ---------------------- |
| 1     | Leni Oslob          | TSV 1867 Leipzig       |
| 2     | Rotraud von Wachter | Sportkameraden München |
| 3     | Deutzer             | TV Offenbach           |

### Florett (Mannschaft)
| Platz | Verein                       | Sportler                                                                         |
| ----- | ---------------------------- | -------------------------------------------------------------------------------- |
| 1     | TV Offenbach                 | Lilo Deutzer Erna Gazzera Trude Jacob Gisela Krausgrill E. Schäfer Marga Schäfer |
| 2     | FC Offenbach                 | Ella Haß Hedwig Haß Herbert Lotte Leonhardt Margrit Melzer Erika Moser           |
| 3     | Leipziger TuS 1885 Eintracht | Cilly Beyrich Elisabeth Beyrich Charlotte Fischer Heyßel Kühne Gertrud Nagel     |